# Endura Racing
L'equip Endura Racing (codi UCI: EDR) va ser un equip ciclista britànic de categoria continental que va competir de 2009 a 2012. A finals del 2012 es va unir al Team NetApp creant el Team NetApp-Endura.

## Principals victòries
- Tour de Normandia: Alexandre Blain (2011)
- Cinturó a Mallorca: Iker Camaño (2011)
- Cinturó de l'Empordà: Paul Voss (2011)
- Tour del Mediterrani: Jonathan Tiernan-Locke (2012)
- Tour de l'Alt Var: Jonathan Tiernan-Locke (2012)
- Tour d'Alsàcia: Jonathan Tiernan-Locke (2012)
- Gran Premi de Lillers-Souvenir Bruno Comini: Russell Downing (2012)
- Beaumont Trophy: Russell Downing (2012)
- Rutland-Melton International CiCLE Classic: Alexandre Blain (2012)
- SEB Tartu GP: Rene Mandri (2012)

### Grans Voltes
- Tour de França
  - 0 participacions

- Giro d'Itàlia
  - 0 participacions

- Volta a Espanya
  - 0 participacions

## Classificacions UCI

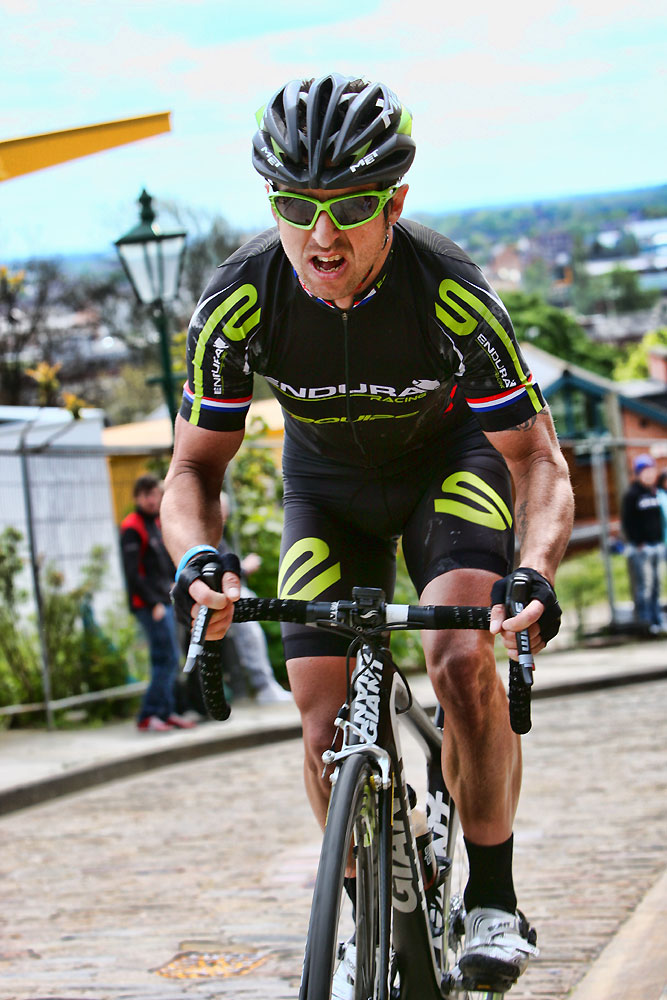
Russell Downing al 2012, amb el mallot de l'equip

L'equip participava en les proves dels circuits continentals i principalment en les curses del calendari de l'UCI Europa Tour.
UCI Amèrica Tour
| Temporada | Classificació per equips | Millor ciclista en la classificació individual |
| --------- | ------------------------ | ---------------------------------------------- |
| 2011      | 27è                      | Jack Bauer (163è)                              |

UCI Àsia Tour
| Temporada | Classificació per equips | Millor ciclista en la classificació individual |
| --------- | ------------------------ | ---------------------------------------------- |
| 2011      | 36è                      | Ian Wilkinson (76è)                            |

UCI Europa Tour
| Temporada | Classificació per equips | Millor ciclista en la classificació individual |
| --------- | ------------------------ | ---------------------------------------------- |
| 2010      | 96è                      | Robert Partridge (654è)                        |
| 2011      | 26è                      | Alexandre Blain (94è)                          |
| 2012      | 6è                       | Jonathan Tiernan-Locke (3r)                    |

UCI Oceania Tour
| Temporada | Classificació per equips | Millor ciclista en la classificació individual |
| --------- | ------------------------ | ---------------------------------------------- |
| 2010      | 4t                       | Jack Bauer (4t)                                |
| 2011      | 13è                      | Jack Anderson (40è)                            |